# Drouges
Drouges település Franciaországban, Ille-et-Vilaine megyében. Lakosainak száma 503 fő (2022. január 1.). Drouges Moussé, Rannée és Retiers községekkel határos.

## Népesség
A település népességének változása:
| Lakosok száma | 564  | 450  | 397  | 454  | 539  | 528  | 519  | 510  | 505  | 503  |
|               | 1968 | 1982 | 1990 | 2006 | 2013 | 2015 | 2017 | 2019 | 2020 | 2022 |